# Поникий Ключ
Поникий Ключ — село в Ульяновском районе Ульяновской области. Входит в состав Большеключищенского сельского поселения.

## География
Находится на расстоянии примерно 29 километров по прямой на юг-юго-запад от центра города Ульяновск.

## История
Название села происходит от местного исчезнувшего когда-то родника. Само село основано предположительно с 1920-х годов, когда крестьянам раздали землю местной барской усадьбы.

## Население
Население составляло 326 человек в 2002 году (русские 54%, чуваши 43%), 337 по переписи 2010 года.